# 大阪市立蒲生中学校
大阪市立蒲生中学校（おおさかしりつ がもう ちゅうがっこう）英語: (Gamo Junior High School）は大阪府大阪市城東区に所在する公立中学校

## 沿革
- 1947年4月1日  - 大阪市立城東第二中学校として創立。校舎は鯰江小の教室を借用。
- 1947年4月21日 - 開校式を挙行。創立記念日とする。
- 1949年5月1日 - 校名変更。大阪市立蒲生中学校とする。
- 1950年6月8日 - 新校舎を城東区関目1丁目1番地に建築。1年生のみ移転。
- 1969年4月1日 - 通学区域の変更により、榎並・成育・聖賢小学校区と、鯰江小学校区の一部地域となる。
- 1980年 - 大阪市立鯰江中学校の開校により校区を変更。
- 1996年4月1日 - 新制服制定。

## 通学区域
大阪市立聖賢小学校・大阪市立成育小学校・大阪市立榎並小学校の通学区域。
- 大阪市城東区 新喜多1丁目・2丁目、新喜多東1丁目、今福西1丁目、関目1丁目、鴫野東1丁目、中央1丁目 - 3丁目、蒲生1 - 4丁目、野江1丁目 - 4丁目、成育1丁目 - 5丁目

## 交通
- 京阪本線 野江駅 南東へ約250m。
- 大阪メトロ長堀鶴見緑地線・今里筋線 蒲生四丁目駅 北西へ約700m。
- 京阪本線 関目駅・大阪メトロ今里筋線 関目成育駅 南西へ約1km。
- 大阪シティバス 関目1丁目バス停。

## 出身著名人・関連人物
- 桂きん枝
- 松村沙友理
- 長田融季　(りあるキッズ)
- 宇都宮まき
- 杉枝真結　(E-girls)
- 藤田みりあ　(フェアリーズ)